# Cascastel-des-Corbières
Cascastel-des-Corbières es una localidad  y comuna francesa, situada en el departamento del Aude en la región de Languedoc-Rosellón, en la región de las Corbières. 
A sus habitantes se les conoce por el gentilicio Cascatellois.

## Demografía
| 242 | 268 | 234 | 214 | 204 | 196 |
| Para los censos de 1962 a 1999 la población legal corresponde a la población sin duplicidades (Fuente: INSEE [Consultar]) |     |     |     |     |     |

(Población sans doubles comptes según la metodología del INSEE).

## Personalidades relacionadas con la comuna
- Luc Siméon Auguste Dagobert, general del ejército de los Pirineos Orientales, durante la Revolución francesa.